# Muzeum Energetyki Podkarpackiej w Rzeszowie
Muzeum Energetyki Podkarpackiej w Rzeszowie – muzeum z siedzibą w Rzeszowie. Placówka jest prowadzona przez PGE Obrót Sp. z o.o., a jej siedzibą są pomieszczenia spółki przy ul. 8 Marca 6.
Muzeum zostało otwarte w 2009 roku. W zbiorach zgromadzono eksponaty, związane z ponad stuletnią historią energetyki na Podkarpaciu, w tym m.in. liczniki produkcji fabryki Kazimierza Szpotańskiego, amperomierze (w tym  miliamperomierz z 1935 roku), watomierze, aparaty monterskie, stare zegary oraz dokumenty i zdjęcia. Do eksponatów należy m.in. najstarszy fragment kabla ziemnego, doprowadzającego prąd do zamku w Łańcucie oraz polski komputer Meritum z 1985 roku. W ramach zwiedzania prezentowane są również doświadczenia z wykorzystaniem m.in. generatora Van de Graaffa czy cewki Ruhmkorffa.
Zwiedzanie muzeum jest możliwe po uprzednim uzgodnieniu.